# نورمان دولف
نورمان دولف (بالإنجليزية: Norman Dolph)‏ هو مهندس الصوت وكاتب أغاني أمريكي، ولد في 1 أبريل 1939 في تلسا في الولايات المتحدة.

## وصلات خارجية
- نورمان دولف على موقع IMDb (الإنجليزية)
- نورمان دولف على موقع ميوزك برينز (الإنجليزية)
- نورمان دولف على موقع أول ميوزيك (الإنجليزية)
- نورمان دولف على موقع ديسكوغز (الإنجليزية)